# Ange (Band)
Ange ist eine französische Rockband, die 1970 durch die Brüder Francis und Christian Décamps gegründet wurde.

## Geschichte
Die Band war ursprünglich von Gruppen wie Genesis und King Crimson beeinflusst; die Musik ist ziemlich theatralisch und poetisch. Der erste Erfolg war eine Coverversion des Jacques-Brel-Stücks Ces gens-là, auf dem Album Le Cimetière des Arlequins.
Andere Bandmitglieder der ersten Jahre waren u. a. Jean-Michel Brézovar (Gitarre), Gérard Jelsch (Schlagzeug) und Daniel Haas (Bass und Akustische Gitarre).
Die Band machte 1995 ihre Abschiedstour. Christian Décamps veröffentlichte einige Soloalben als „Christian Décamps et Fils“ („Christian Décamps und Sohn“), bevor er den Namen „Ange“ im Jahre 1999 auf dem Album La voiture à eau wieder übernahm, begleitet durch dieselbe Band, die auch schon auf seinen Solo-Alben Troisième Etoile à Gauche und Poèmes de la Noiseraie gespielt hatte.

## Diskografie

### Christian und Francis Décamps Ära
- Caricatures (1972)
- Le Cimetière des Arlequins (1973, FR: Gold)[2]
- Au-delà du délire (1974, FR: Gold)
- Emile Jacotey (1975, FR: Gold)
- Par les fils de Mandrin (1976, FR: Gold)
- By The Sons Of Mandrin (1977)
- Tome VI (Live) (1977)
- Ange 1970/1971 en concert (1977)
- Guet-apens (1978)
- Vu d’un chien (1980)
- Moteur! (1981)
- A propos de... (1982)(cover)
- La Gare de Troyes (1983)
- Fou! (1984)
- Egna (1986)
- Tout feu tout flamme... c’est pour de rire (1987)
- Sève qui peut (1989)
- Vagabondages (Compilation) (1989)
- Les larmes du Dalaï Lama (1992)
- Mémo (Compilation) (1994)
- Un p’tit tour et puis s’en vont (Live) (1995)
- Rideau! (1995)
- A... Dieu (Live) (1996)
- Tome 87 (Live) (2002)
- Ange en concert: Par les fils de Mandrin – Millésimé 77 (2004)

### Christian und Tristan Décamps Ära
- La voiture à eau (1999)
- Rêves-parties (Live) (2000)
- Culinaire lingus (2001)
- ? (2005)
- Le tour de la question (2007)
- Zénith An II (2007)
- Souffleurs de vers (2007)
- Souffleurs de vers tour (Live) (2009)
- Le bois travaille, même le dimanche (2010)
- Escale à Ch’tiland (Live in Lille, 2010) (2012)
- Moyen-Âge (2012)
- Emile Jacotey résurrection (2014)
- Heureux ! (2018)
- Escale heureuse (Live) (2019)
- Trianon 2020 (live) (2021)
- Cunegonde (2025)

### Christian Décamps & Fils
- Le mal d'Adam (1979)
- Juste une ligne bleue (1990)
- Nu (1994)
- V’soul Vesoul V’soul (1995)
- 3e étoile à gauche (1997)
- Murmures (2003)

## Bibliographie
- Ange, le livre des légendes Untertitel L'anthologie définitive sur le groupe mythique du rock français von Thierry Busson, Xavier Chatagnon und Bruno Versmisse, 292 Seiten, Éclipse éditions, 1995. ISBN 2-911494-00-8.